# Fucking Machines
Fucking Machines (también conocido como fuckingmachines.com y fuckingmachines) es un sitio web pornográfico fundado en 2000, en el que se presentan vídeos y fotografías de mujeres involucradas en la estimulación sexual autoerótica mediante la penetración de máquinas sexuales y juguetes sexuales. Con sede San Francisco, California, el sitio es operado por la empresa Kink.com. El empresario británico Peter Acworth lanzó el sitio Fucking Machines el 25 de septiembre de 2000, siendo después de Kink.com, el segundo sitio web de su compañía. Los dispositivos presentados en el sitio fueron creados bajo la intención de llevar a las mujeres a auténticos orgasmos. Los actores fueron instruidos para que se dejaran grabar y de que experimentaran placer.
Luego de que el sitio solicitara en 2005 registrar la frase "fuckingmachines", la Oficina de Patentes y Marcas de Estados Unidos (USPTO) rechazó la solicitud, debido a que consideraban la marca como obscena. El abogado por la libertad de expresión Marc Randazza representó el sitio y apeló a la decisión. El periódico Orlando Weekly consideró el informe legal "como uno de los documentos legales más entretenidos que probablemente pueda encontrar." La apelación fue denegada en abril de 2008 y se cerró el caso. Randazza  el argumento en el caso pasó a conocerse como The Fuck Brief.
El sitio web ha captado la atención por parte de periodistas y académicos que estudian la sexualidad. La escritora Regina Lynn destacó el énfasis del sitio sobre la comunicación, y Annalee Newitz de AlterNet clasificó el sitio como parte del Porn 2.0. Violet Blue escribió en The Aventurous Couple's Guide to Sex Toys que el sitio contribuyó en popularizar la idea del uso de las máquinas en actos sexuales. La edición del The Oxford Encyclopedia of Women in World History, describió la estética de los dispositivos como perturbadora. Jessica Roy escribió en The New York Observer, que los ejemplos de orgasmos en Fucking Machines son una forma de transhumanismo. Sarah Schaschek dedicó un capítulo al fenómeno en Screening the Dark Side of Love: From Euro-Horror to American Cinema", titulado ''Fucking Machines: High-Tech Bodies in Pornography'' (Fucking Machines: Cuerpos de alta tecnología en la pornografía). Schaschek observó: "Estrictamente hablando, las mujeres en estos videos son tanto las controladoras como las controladas".

## Historia

### Producción fílmica
Peter Acworth fundó Fucking Machines como el segundo sitio web creado por su compañía Cybernet Entertainment, Inc, siendo lanzado el 25 de septiembre de 2000. Posteriormente Cybernet Entertainment adoptó el nombre actual de Kink.com bajo fines empresariales. El director y webmaster del sitio, quién utiliza el nombre profesional Tomcat, obtuvo un título universitario en cine y medios de comunicación, y posee experiencia en filmar películas y manejar las máquinas sexuales. Comenzó a trabajar en Kink.com como asistente de producción. Enfocó su estilo de dirección en filmar a las participantes que sentían sincero placer a partir de las máquinas.
Las máquinas del sitio fueron diseñadas para obtener orgasmos femeninos. Sarah Schaschek escribió en Screening the Dark Side of Love que la mayoría de los miembros de producción fílmica eran mujeres. A través de sus sitios web, Kink.com formó una declaración de valores y un conjunto de directrices para directores y artistas, tomando medidas preventivas contra la victimización. El personal de producción desarrolló la práctica de entrevistar a los artistas antes y después de realizarse las sesiones de las películas. Las modelos que aparecen en Fucking Machines son instruidas para ser auténticas y experimentar placer real de las máquinas sin actuar o fingir el orgasmo.
En 2007, Fucking Machines se mudó junto con los otros sitios de Kink.com  hacia el edificio San Francisco Armory, localizado en San Francisco, California. Los rodajes del sitio son realizados en el sótano del edificio. Fucking Machines se presentó en la AVN Adult Entertainment Expo en Las Vegas, Nevada, con el lema de marketing "Sex at 350 rpm". Publicaron un libro que demostraban invenciones como "El Drilldo" (un taladro que en vez de broca posee un dildo) y "La Double Crane" (máquina que penetra tanto la vagina como el ano de la modelo). La "Máquina Cunnilingus", un dispositivo que incorporaba lenguas de goma en un aparato de movimiento en cadena, fue presentado en 2007, como parte de la Expo de Tesoro Adulto realizado en Japón, en el centro de la convención de Makuhari Messe. El seminario de sexo y tecnología Arse Elektronika, curada por Johannes Grenzfurthner en octubre de 2007 en San Francisco, California, presentó un robot de Fucking Machines llamado "Fuckzilla", durante una presentación en vivo con uno de los asistentes en la exposición. Kink.com firmó un contrato en 2007 con Pulse Distribution para vender material de Fucking Machines y otros de sus sitios a los consumidores en formato DVD. El primer DVD distribuido por el sitio fue en 2008, bajo el título Fucking Machines Volume 1, y presentó 211 minutos de material con actrices como Aliana Love, Michah Moore, Lexi Love y Sasha Grey.
Hacia 2009, el sitio web incluía 50 dispositivos en sus películas. Un artículo de 2009 en SF Weekly, criticó al gobierno del estado de California por dirigir los ingresos fiscales en realizar clases de producción de películas, en las cuales asistieron editores de video del sitio pornográfico. Este artículo, a su vez, fue criticado por Thesword.com y caracterizado como "prudente" por SFist y San Francisco Bay Guardian.
El sitio web afirma a sus visitantes que todas las artistas que participan en las actividades sexuales representadas en los videos aparecen bajo su propia voluntad, y que ellas sienten felicidad y gratificación durante la experiencia. La mayoría de los nuevos participantes en la industria del cine para adultos afirmaron haber disfrutado su trabajo con Fucking Machines, porque descubrieron que es más aceptable socialmente participar con un dispositivo sexual que con un compañero humano. El gerente de relaciones públicas de Kink.com, Thomas Roche, declaró en una entrevista en 2009 que Fucking Machines no tenía un enfoque sobre material BDSM. En septiembre de 2010, el sitio realizó un rodaje en vivo ante una audiencia de 40 espectadores, seguido de la introducción en noviembre de 2010, de un formato interactivo en el que los visitantes podían ver tomas y recomendar dispositivos para los participantes. Hasta 2012, el sitio tenía 500 horas de imágenes de archivo con artistas de películas para adultos, incluyendo a Alexis Texas, Flower Tucci, y Sasha Grey.

### Apelación a la marca
En julio de 2005, Fucking Machines presentó una solicitud en la Oficina de Patentes y Marcas de Estados Unidos (USPTO) para garantizar sus derechos de propiedad intelectual sobre la marca "fuckingmachines", luego de que cumplieran con el primer estándar que la palabra no había sido usada por ninguna otra entidad. El sitio se involucró en una disputa de marca registrada, cuando USPTO rechazó conceder una marca para el nombre del sitio, afirmando que era obsceno . El caso para el uso de la marca 'Fucking Machines' fue manejado por el abogado de libertad de expresión Marc Randazza.
La decisión del gobierno de los EE. UU. fue determinado por el abogado Michael Engel, quién declaró: "la inscripción fue rechazada porque la marca propuesta consiste en o comprende un asunto inmoral y escandaloso. El término 'fucking' es una referencia vulgar y ofensiva en el acto sexual (...) Una marca que se considera escandalosa (...) no es registrable." El USPTO basó su rechazo en un estatuto del año 1905. Anteriormente, la entidad había rechazado la aplicación de 39 marcas por usar la palabra ''fuck'' (coger o follar) y 5 marcas por usar el término ''fucking'' (cogiendo). También había rechazado 50 solicitudes de registrar entidades con la marca ''shit'' (mierda) y una en la que solicitaba registrar la palabra ''cunt'' (coño). Aun así, USPTO aprobó 135 veces el registro de la palabra ''ass'' (trasero o culo), y la palabra ''bitch'' (puta) había sido registrada en numerosas ocasiones.
En respuesta a la decisión de USPTO en el caso, Randazza declaró, "La oficina de marcas se ha ido del extremo profundo con 2 rechazos" La sección 2(a), 15 USC §1052(a) no permite solicitudes de marca que poseen: materia ''inmoral, engañoso o escandaloso".
Cybernet Entertainment, LLC, presentó una "enmienda y respuesta a la acción de la oficina" ante la decisión del USPTO en agosto de 2006. Randazza presentó el siguiente expediente: "El solicitante desafía respetuosamente esta caracterización de la palabra 'fucking' y su supuesta raíz 'ofensiva y vulgar': 'fuck'." Orlando Weekly comentó lo que escribió Randazza  sobre el caso: "Randazza  (...) está frecuentemente implicado en casos sobre la libertad de expresión – está luchado contra el gobierno federal por su derecho de registrar cualquier tipo de palabra sucia que le plazca. Y su presentación en el caso es uno de los documentos legales más entretenidos que se pueden encontrar." El documento que usó Randazza en el caso se hizo conocido como The Fuck Brief.
Randazza argumentó:

Esta palabra de cuatro letras muy difamada no posee un significado intrínseco. Fuck [puede] tomar un rol como un término figurativo, por ejemplo, "to fuck" también puede significar "engañar". Es una palabra de fuerza que puede ayudarnos en nuestras expresiones de alegría cuando la usamos como un infijo, como "abso-fucking-lutely". "Fuck" nos ayuda a expresar nuestra ira cuando gritamos "fuck you" hacia un árbitro de fútbol, o hacia a un automovilista que se nos cruza en el tránsito. "Fuck" puede ayudarnos a expresar dolor, ya que con bastante frecuencia es la primera palabra que usamos los hombres, cuando (accidentalmente) nos golpeamos el dedo con un martillo. "Fuck'' es una vía para manifestar decepción, cuando vemos que nuestro informe de calificaciones no era tan bueno como esperábamos, o cuando nuestra pareja llega tarde a la cena, o nos dejan plantados. "Fuck" es un viejo amigo, el cual siempre nos hace reír.

Randazza explicó en Orlando Weekly que utilizó la palabra ''fuck'' de forma reiterada a lo largo de su informe, como parte de su argumento de que el término es utilizado bajo diversos contextos. Citó términos relacionados, incluyendo ''fuck-me boots'', y el uso frecuente de la palabra ''fuck'' en películas como Weeding Crashers, Casino, y Jay and Silent Bob Strike Back.
La respuesta de Engel para la USPTO reconoció el uso rutinario de la palabra, y simultáneamente afirmó su naturaleza escandalosa: "A pesar de que la palabra se usa con frecuencia, aun es considerada impactante dentro de las situaciones más formales o educadas. Por ejemplo, la palabra es empleada por un cable básico, y la FCC puede multar a aquellas emisoras que permitan que la palabra sea dicha al aire." Engel agregó que la palabra estaba restringida en el lugar de trabajo y por regulaciones gubernamentales.
Randazza presentó una apelación el 5 de junio de 2007, y el caso fue programado por una audiencia ante la Comisión de Juicios y Apelaciones de Marcas. Acworth dijo en Orlando Weekly  consideró cesar las apelaciones cuando la marca fue inicialmente rechazada por la USPTO. También dijo que no pretendía ser el representante de la industria adulta bajo los derechos de la Primera Enmienda. Acworth declaró en Orlando Weekly, "Marc me convenció. Normalmente no soy este tipo de persona. Él pensó que tenía una buena oportunidad para hacerlo. Realmente seguiré su consejo (...) Yo no poseo una agenda real ante esto".
El abogado de entretenimiento para adultos Robert Apgood declaró que estaba a favor de las acciones de Acworth y Randazza. Apgood destacó que un significante crecimiento de las solicitudes ante la USPTO que fueron rechazadas, porque sus posibles marcas registradas fueron consideradas ''escandalosas'' por el gobierno. Junto con su apoyo declaró, "realmente es muy desafortunados que el poder ejecutivo esté profundizando en las maquinaciones del gobierno para promover su agenda de 'legislación de moralidad" La apelación fue rechazada en abril de 2008, y el caso fue finalmente cerrado. El estado de la solicitud se incluyó como ''abandonado'' por la falta de respuesta por la parte apelante.

## Análisis
El columnista de concejos Dan Savage recomendó el sitio en 2004, para los lectores interesados en aprender más sobre las máquinas sexuales. La escritora Regina Lynn, en su libro editado de 2005 Naked Ambitions, hizo énfasis sobre la comunicación que exponía el sitio. El escritor Timothy Archibald consultó a los operadores detrás de Fucking Macgines, para la investigación de su libro Sex Machines: Photographs and Interviews.

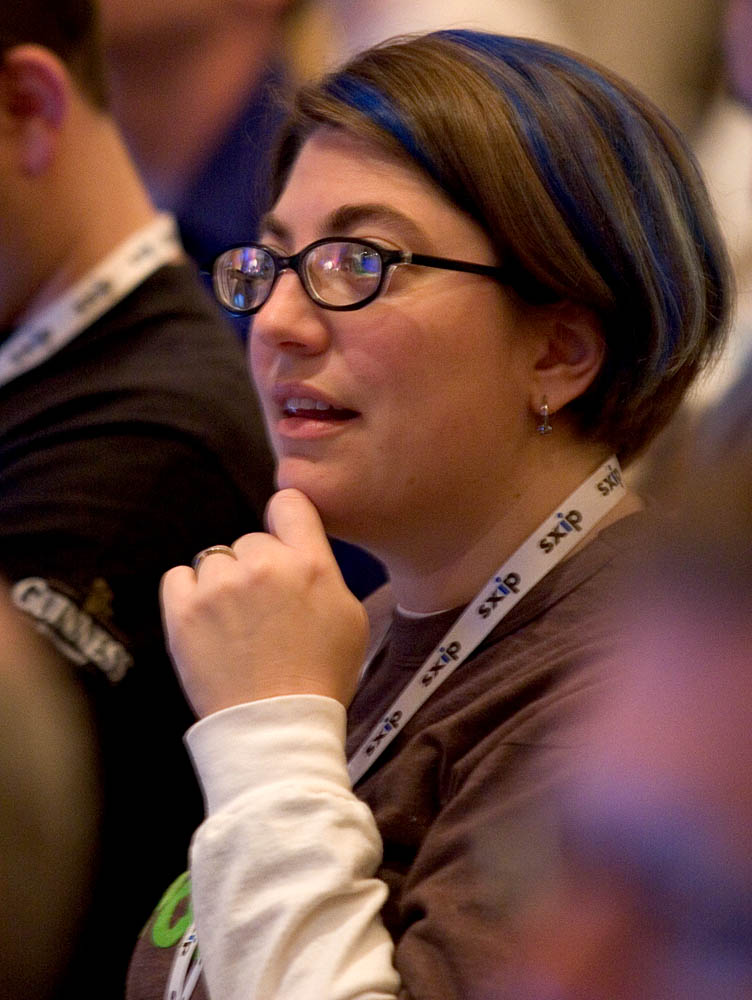
Annalee Newitz caracterizó el sitio Fucking Machines como parte del fenómeno Porn 2.0.

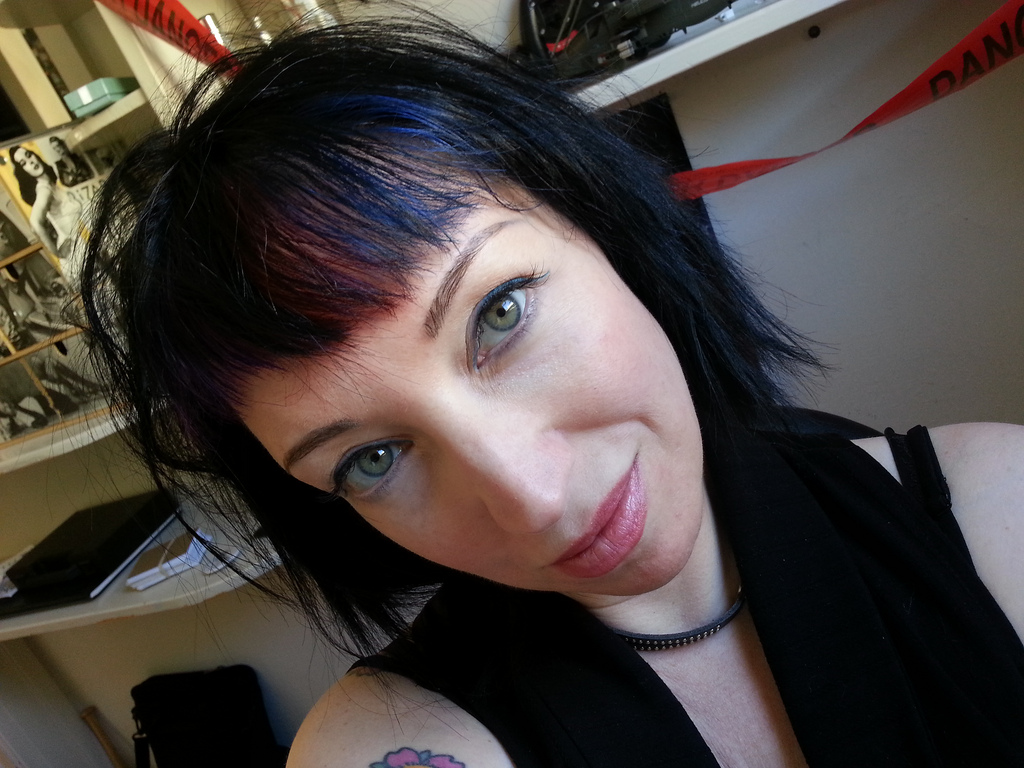
Violet Blue escribió que gracias a Fucking Machines, incentivó a que otras compañías produjeran dispositivos para que las personas pudieran usarlas en sus hogares.

Annalee Newitz de AlterNet visitó el set de Fucking Machines en 2006 y clasificó la producción como parte del fenómeno de Porn 2.0. La escritora Violet Blue escribió en su libro de 2006, The Adeventurous Couple's Guide to Sex Toys, "Fucking Machines posiciona las máquinas sexuales en el mapa y dentro de la consciencia popular, pavimentando el camino para que algunas compañías individuales produzcan máquinas sexuales de forma masiva, en la que las parejas y los individuos los puedan comprar y usar en sus hogares."
En su libro de 2007, Naked on the Internet, Audacia Ray escribió sobre las fucking machines: "En la fusión entre la sexualidad femenina y la tecnología, lo curioso y apasionante de estos juguetes es la forma en la que estos unen la sexualidad y la tecnología en un miasma de la tecnofobia y el tecnofetichismo." Jon Mooallem de The New York Times Magazine describió el sitio web como ''dedicado íntegramente a las mujeres que tienen relaciones sexuales con máquinas grandes y muy complejas." En un artículo para Wired, Regina Lynn destacó la presencia de Fucking Machines en la AVN Expo Adult Entertainment Expo de 2007, y que fue un movimiento hacia la principal corriente del sitio web: "El sitio web ha existido durante años, en esa área gris de 'internet kink independient' que la industria no comprende. Sin embargo, este año está justo en el centro de la pornografía convencional."
Bonnie Ruberg de The Village Voice escribió en un artículo en 2008, que Fucking Machines remplaza la inseguridad que los hombres sienten hacia los vibradores y la transforman en un encendido. La edición de 2009 de The Oxford Encyclopedia of Women in World History, describió la estética de los dispositivos del sitio como perturbadores. En su libro de 2009, From Aches to Ecstasy, el escritor Arnold P. Abbott comentó de los dispositivos utilizaron por el sitio: "las Fucking Machines son maravillas mecánicas que debieron de ser inventadas por el mismísimo Marqués de Sade." Él observó que algunas de las máquinas, "parecerían ser réplicas de las utilizadas durante la Inquisición para extraer falsas confesiones".

En un artículo de 2012 para The New York Observer, la periodista Jessica Roy caracterizó los ejemplos de orgasmos en Fucking Machines como una forma de transhumanismo. En el libro Screening the Dark Side of Love: From Euro-Horror to American Cinema(2012), Sarah Schaschek dedicó un capítulo al fenómeno, titulado "Fucking Machines: Cuerpos de alta tecnología en la pornografía". En aquel capítulo, Schaschek concluyó: 
Mientras las feministas antipornografía suelen criticar que las artistas femeninas son visualmente y prácticamente degradadas por los hombres en la pornografía heterosexual, es difícil mantener esa impresión en los vídeos de Fucking Machines. Dado a que toda pornografía erotiza la diferencia, y que las fantasías sexuales suelen requerir roles claramente definidos de dominio y sumisión, las mujeres de FuckingMachines parecen resister al menos un poco de estas categorías (...) Estrictamente hablando, las mujeres en estos vídeos ejercen el rol tanto de las controladoras como las dominadas.